# Clive Saney
Clive Saney (* 2. Juli 1948 in Siparia) ist ein ehemaliger Radrennfahrer aus Trinidad und Tobago.

## Sportliche Laufbahn
Saney war Bahnradsportler und auch im Straßenradsport aktiv. Er war Teilnehmer der Olympischen Sommerspiele 1972 in München. Im olympischen Straßenrennen schied er beim Sieg von Hennie Kuiper aus. Im Mannschaftszeitfahren belegte das Team aus Trinidad und Tobago mit Clive Saney, Anthony Sellier, Patrick Gellineau und Vernon Stauble Platz 29 von 36 Mannschaften. In der Mannschaftsverfolgung schied das Team mit Clive Saney, Anthony Sellier, Patrick Gellineau und Vernon Stauble in der Vorrunde aus.